# Johann Sedlazek
Johann Sedlazek (Oberglogau, llavors Regne de Prússia, actualment Głogówek, Polònia, 6 de desembre de 1789 - 11 d'abril de 1866, Viena, llavors Imperi Austrohongarès) fou un flautista silesi. Fill d'un sastre, primerament va aprendre l'ofici amb el seu pare, consagrant l'estudi de la flauta en les estones d'expansió. A Viena anà substituint l'ofici de sastre per la música, i havent assolit ser un hàbil executant entrà a formar part d'una orquestra i renuncià a cap altra ocupació, aconseguint al cap de poc un merescut renom. El 1818 començà a recórrer per Alemanya donant concerts: visità Itàlia i fixà la seva residència a Nàpols, el 1820, d'on als tres anys passà a Sicília. Aconseguí brillants èxits a Florència, Mòdena, Parma, Gènova, Torí, Venècia, Trieste i Viena, passant per fi a París i a Londres el 1826. Va compondre, entre d'altres, diverses contradanses per a dues flautes, variacions sobre la melodia del God save the King.